# Rob Mayth
 (mai 2011).
Si vous disposez d'ouvrages ou d'articles de référence ou si vous connaissez des sites web de qualité traitant du thème abordé ici, merci de compléter l'article en donnant les références utiles à sa vérifiabilité et en les liant à la section « Notes et références ».
Robin Brandes aka Rob Mayth, né le 5 février 1984, est un DJ producteur et remixeur allemand travaillant dans de nombreux styles de la musique house. Reconnu depuis 2004 comme l'un des pionniers du handsup, Rob participa au remixage des pistes de groupes telles D.H.T., Keira Green, Floorfilla, Groove Coverage, Cascada, etc. 
Mayth travailla également beaucoup avec Manian (sous différents pseudonymes) avant la formation du duo Spencer and Hill tard en 2007. À ce jour ses plus gros succès furent "Feel My Love" ainsi que sa production Barbie girl.

## Projets
| Pseudonyme                   | Coproduction                         | Titre | Date de sortie                                                                               |
| ---------------------------- | ------------------------------------ | --- | -------------------------------------------------------------------------------------------- |
| Waveliner vs. Rob Mayth      | Michael Hinze                        | - Harder Than Ever - Children of XTC | - Octobre 2003 - Juillet 2004                                                                |
| Rob Mayth                    |                                      | - Can I Get a Witness - Barbie Girl - iPower! (vs. Floorfilla) - Herz an Herz / Heart to Heart - Feel my love - Another Night                  | - Juillet 2005 - Mars 2006 - Janvier 2007 - Juin 2008 - Fevrier 2010 - Janvier 2012          |
| Tabassco vs. Spread 'N' Lick | Alfonso Bernasconi, Thomas Scheffler | - Rock Da Gee | - Octobre 2005                                                                               |
| L&M Project                  | Christian Probst                     | - Crazy Beatz | - Décembre 2005                                                                              |
| Teenagerz                    | Axel Konrad                          | - Slam Down | - Avril 2006                                                                                 |
| Red Light District           |                                      | - Dream Of | - Avril 2006                                                                                 |
| Pimp! Code                   | Timo Erlenbruch (depuis 2007)        | - We Are the Best - F*ckin' Fresh - R U Ready? - Like a Rocket - Wicked Body Moves - You Know - Raise Your Head Up!                            | - Mai 2006 - Mai 2006 - Mai 2006 - Janvier 2007 - Janvier 2007 - Octobre 2007 - Octobre 2007 |
| Katie Jewels                 | Martijn de Vries                     | - Come Again - Burnin' Love - Never Alone (Feat. Al Storm)                                                                                     | - Février 2007 - Janvier 2008 - Mars 2009                                                    |
| Active One                   |                                      | - Massive Mood | - Aout 2007                                                                                  |
| Dan Winter vs. Mayth         | Daniel Winter                        | - Dare Me | - Septembre 2007                                                                             |
| Straight Flush               |                                      | - She's Got That Light - Lets All Chant (My Body, Your Body)                                                                                   | - Mars 2007 - Septembre 2007                                                                 |
| Rob M. feat. Bar10ders       | Alex Moerman, Paul Gorbulski         | - Goodbye (Na Na Na) | - Octobre 2007                                                                               |
| Azora                        | Martijn de Vries                     | - Make It Hard - Tell You a Secret - The Heartache - Free - Lost without a fight                                                               | - Aout 2005 - Décembre 2007 - Février 2008 - Fin 2009 - Février 2011                         |
| 1Plus1                       | Martijn de Vries                     | - Off the Wall (Enjoy Yourself) | - Avril 2008                                                                                 |
| Aunt Mary                    |                                      | - Right into the Weekend - Stuck with You | - Mai 2008 - Février 2009                                                                    |
| Chasing                      |                                      | - Waiting for You | - Aout 2008                                                                                  |
| Dave Darell                  |                                      | - Children - Freeloader - Silver Surfer (feat. Hardy Hard) - Flash 2.9 (vs. Hi:Fi) - It's A Smash (vs. Spencer and Hill) - The Bank Theme 2011 | - Aout 2008 - Octobre 2008 - Janvier 2009 - Juillet 2009 - Fin 2009 - Avril 2011             |
| Rob & Chris                  | Christopher Ast                      | - Superheld - WM Wahnsinn - Wahnsinn - Plusieurs remixes de Lolita Jolie                                                                       | - Juin 2009 - Juin 2010 - Août 2010 - Actif depuis 2011                                      |
| B.S.C Project                | Martijn de Vries                     | - Promised Land | - Juin 2010                                                                                  |

## Remixes
| - 4 Strings - Take Me Away (Dave Darell Remix) - 4 Strings - Take Me Away (Katie Jewels Remix) - Age Pee - Out of the Dark (Rob Mayth Remix) - Alex M vs. Marc Van Damme - Technodisco (Rob Mayth Remix) - Alex Megane - Hurricane (Rob Mayth Remix) - Angel City - Sunrise (Rob Mayth Remix) - Aqua - Barbie Girl 2007 - Aycan - Devil in Disguise (Rob Mayth Remix) - Baracuda - La Di Da (Elektrofachgeschäft Remix) - Base Attack - Techno Rocker (Rob Mayth Remix) - Cascada - Evacuate the Dancefloor (Rob Mayth Remix) - Cascada - Love Again (Rob Mayth Remix) - Cascada - How Do You Do (Rob Mayth Remix) - Ceoma feat. The Larx - Love Is More (Rob Mayth Remix) - Clubgroovers - Warriors of Love (Rob Mayth Remix) - Delaction - Free Radical (Rob Mayth Remix) - DHT - Listen to Your Heart (Rob Mayth Remix) - Dreamland - Summerland (Rob Mayth Remix) - Floorfilla - Sister Golden Hair (Rob Mayth Remix) - Fragma - Memory (Rob Mayth Remix) - Groove Coverage - 21st Century Girl (Teenagerz Remix) - Groove Coverage - Because I Love You (Elektrofachgeschäft Remix) - Groove Coverage - Holy Virgin (Rob Mayth Remix) - Groove Coverage - Summer Rain (Rob Mayth Remix) - Keira Green - All out of Love (Rob Mayth Remix) - Lance Inc - One More Try (Rob Mayth Remix) - Le Brisc - Keep It Hard (Rob Mayth Remix) | - Lacuna - Celebrate the Summer 2006 (Rob Mayth Remix) - Lazard - Your Heart Keeps Burning (Rob Mayth Remix)* - Le Brisc - Keep It Hard (Rob Mayth Remix) - Manian - Hold Me Tonight (Rob Mayth Remix) - Manian - Turn the Tide 2008 (Dave Darell Remix) - Melanie Flash - Halfway to Heaven (Rob Mayth Remix) - Mental Madness Allstars - The Anthem (Rob Mayth Remix) - Mikesh - 2 Know Good (Teenagerz Remix) - Partycheckerz - Baby I Love Your Way (Rob Mayth Remix) - Porter Robinson - Years Of War (Rob Mayth Remix) - Paul van Dyk - For an Angel 2009 (Dave Darell Remix) - Raveboy - Get Up 4 Dancecore (Rob Mayth vs. Pimp! Code Remix) - Rocco - Everybody 9.0 (Elektrofachgeschäft Remix) - Rocco vs. Bass-T - I Can't Take It (Elektrofachmarkt Remix) - Rocco vs. Bass-T - Tell Me When (Rob Mayth vs. Pimp! Code Remix) - Rushroom - Don't Give Up (Rob Mayth Remix) - Scale - Fight (Rob Mayth Remix) - Scotty - The Black Pearl (Dave Darell Remix) - DJ Sledge Hammer - Sunshine (Rob Mayth Remix) - Solar Patrol - Milky Way (Teenagerz Remix) - Special D. - Come with Me (Rob Mayth Remix) - Special D. - You (Rob Mayth Remix) - Stereo Palma - Dreaming (Dave Darell Remix) - Styles & Breeze - Amigos (Rob Mayth Remix) - Sven-R-G vs. Bass-T - On a Party Trip (Rob Mayth Remix) - Topmodelz - When You're Looking Like That (Rob Mayth Remix) - Zane & Foster - Big Boom Bang (Rob Mayth Remix) |

* Titre également connu sous le nom "Pain & Wild - My Heart Keeps Burnin' (Rob Mayth Remix)"